# Tony Bennett
Tony Bennett, pseudonimo di Anthony Dominick Benedetto (New York, 3 agosto 1926 – New York, 21 luglio 2023), è stato un cantante statunitense, considerato uno dei grandi crooner americani insieme a Dean Martin, Frank Sinatra e Perry Como.
Bennett vanta una carriera di oltre settanta anni ed è vincitore, tra gli altri, di 20 Grammy Awards (di cui uno alla carriera nel 2001) e di 2 Emmy Awards. Con oltre 100 album all'attivo, è stato nominato NEA Jazz Master ed è entrato a far parte del Kennedy Center Honors.

## Biografia
Anthony Benedetto era uno dei tre figli di John Benedetto e di Anna Suraci. Suo padre era un negoziante che nel 1906 era emigrato negli Stati Uniti da Podàrgoni, oggi nel comune di Reggio Calabria; sua madre era una sarta che era nata negli Stati Uniti subito dopo l'emigrazione dei suoi genitori, anch'essi reggini, avvenuta nel 1899.
Iniziò a studiare canto all'età di dieci anni, nella città natale, alla High School of Industrial Arts. Si esibì giovanissimo all'inaugurazione di uno dei ponti sospesi di New York e occasionalmente anche in diversi ristoranti del Queens.
Nel 1944, durante la seconda guerra mondiale, Bennett, ormai maggiorenne, si arruolò nell'esercito prestando servizio nella 63ª divisione di fanteria e si ritrovò in Germania, dove partecipò alla liberazione dei campi di concentramento di Kaufering nei pressi di Landsberg am Lech.
Ritornato negli Stati Uniti nel 1946, riprese a esibirsi nelle tavole calde della Grande Mela, dove lavorò anche come cameriere; intanto studiò bel canto, cosa che gli sarà utilissima nel resto della sua carriera. Nel 1949 una nota interprete Jazz e attrice a Broadway, Pearl Bailey, lo invitò a cantare in apertura di una sua esibizione al Greenwich Village. Allo spettacolo intervenne anche il comico Bob Hope, che consigliò all'ancora Anthony Benedetto di cambiare il suo nome in Tony Bennett.

### Professionista
Nel 1950 firmò il suo primo ingaggio discografico con la Columbia Records, che stava per lasciar scadere il contratto con Frank Sinatra. La prima raccomandazione che gli venne fatta dai produttori fu appunto di cercare di non imitarlo.
Il suo primo successo commerciale fu Because of You, prodotta da Mitch Miller con un arrangiamento orchestrale di Percy Faith: ottenne un altissimo gradimento nei juke box e rimase al primo posto nella classifica Billboard Hot 100 per otto settimane nel 1951, vendendo più di un milione di copie. Sulla scia arrivarono Cold, Cold Heart con Percy Faith che raggiunse la prima posizione nella Billboard Hot 100 per sei settimane sempre nel 1951 e Blue Velvet.
Ormai divenuta star di prima grandezza, Bennett soddisfò la moltitudine di fans accorsi a New York, al Paramount Theatre, con sette spettacoli al giorno, dalle 10:30 del mattino alle 3 di notte.

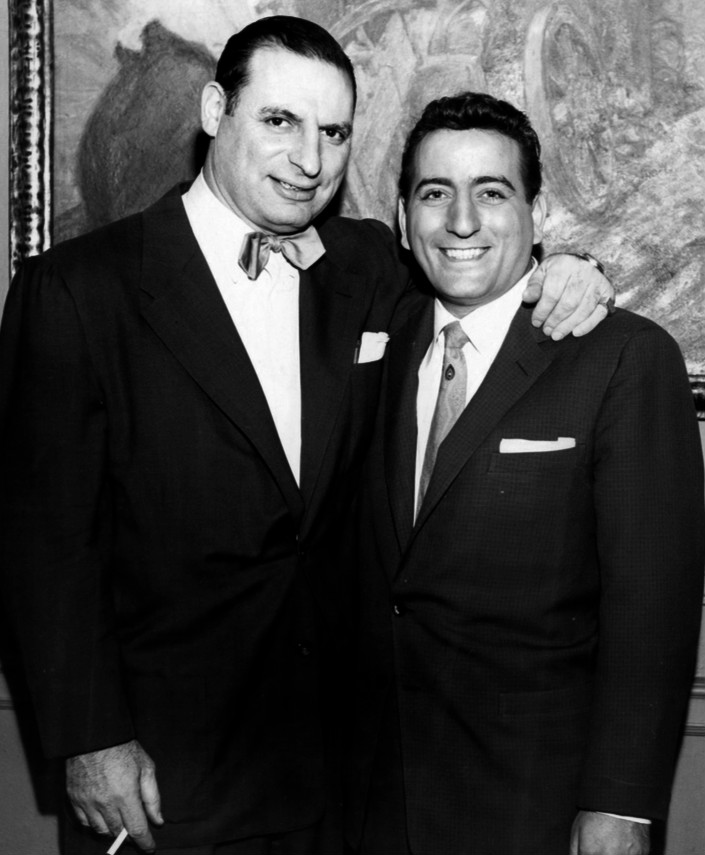
Tony Bennett (a destra) negli anni '50

Dopo altri successi come Rags to Riches e In the Middle of an Island, a partire dal 1955 la sua carriera musicale subì una svolta, dovuta sia alla nascita del Rock sia alla sua passione per la musica jazz.
Realizzò un ottimo album come The Beat of My Heart nel quale si avvalse della collaborazione di musicisti come Herbie Mann e Nat Adderley; la sonorità era profondamente cambiata rispetto ai lavori precedenti, basti pensare all'utilizzo delle percussioni nello stile di Art Blakey. Il progetto ottenne un buon consenso sia di critica sia di pubblico.
In seguito ebbe l'onore di lavorare con la Count Basie Orchestra, con la quale pubblicò due album nel biennio 1958-1959. Riuscì nell'impresa, analogamente a Frank Sinatra, di costruirsi la fama di cantante di qualità, dividendosi con disinvoltura tra la musica leggera e il jazz.
Nel 1956 si esibì in televisione nel Tony Bennett Show, in onda d'estate, facendo staffetta con il Perry Como Show.
Nella prima metà degli anni sessanta Bennett intensificò i concerti, tra i quali spicca quello alla Carnegie Hall del 1962. Nello stesso anno incise la canzone che probabilmente più di ogni altra lo rappresenta: I Left My Heart in San Francisco, che gli valse ben due Grammy Awards. Nonostante i numerosi impegni, si occupò anche di temi sociali, schierandosi contro il regime dell'apartheid in Sudafrica.

### Gli anni settanta ed ottanta e la tossicodipendenza
Nel frattempo l'attività divenne ancora più frenetica: cantò con Lena Horne e Barbra Streisand, si separò artisticamente dalla Columbia e approdò alla MGM, dove inspiegabilmente non sembrava essere molto considerato. Nel 1975 e nel 1976, in collaborazione con il grande pianista jazz Bill Evans, realizzò due album, il Tony Bennett/Bill Evans album e Together Again. Alla fine degli anni settanta si esibì solo a Las Vegas, e incominciò ad avere problemi di dipendenza dalla droga, culminati nel 1979, quando rischiò la vita per un'overdose di cocaina, dalla quale, però, si riprese anche grazie all'aiuto dei figli. Danny, il maggiore, per aiutare il padre decise di prendere il controllo delle sue spese, di allontanarlo da Las Vegas e di trasferirlo a New York. Danny organizzò per Bennett piccole apparizioni in spettacoli tv affinché anche il pubblico più giovane avesse la possibilità di ascoltare la sua musica. Nel dicembre 1979 Bennett apparve in perfetta forma come ospite d'onore alla cerimonia per i quarant'anni di carriera di Frank Sinatra, esibendosi in alcune delle sue canzoni più celebri.
Durante gli anni ottanta si tolse l'etichetta di cantante dei casinò. Si riunì con vecchi collaboratori e siglò un nuovo contratto con la Columbia Records, pubblicando un nuovo album dopo più di dieci anni, The Art of Excellence, nel 1986.

### La rinascita, gli anni novanta

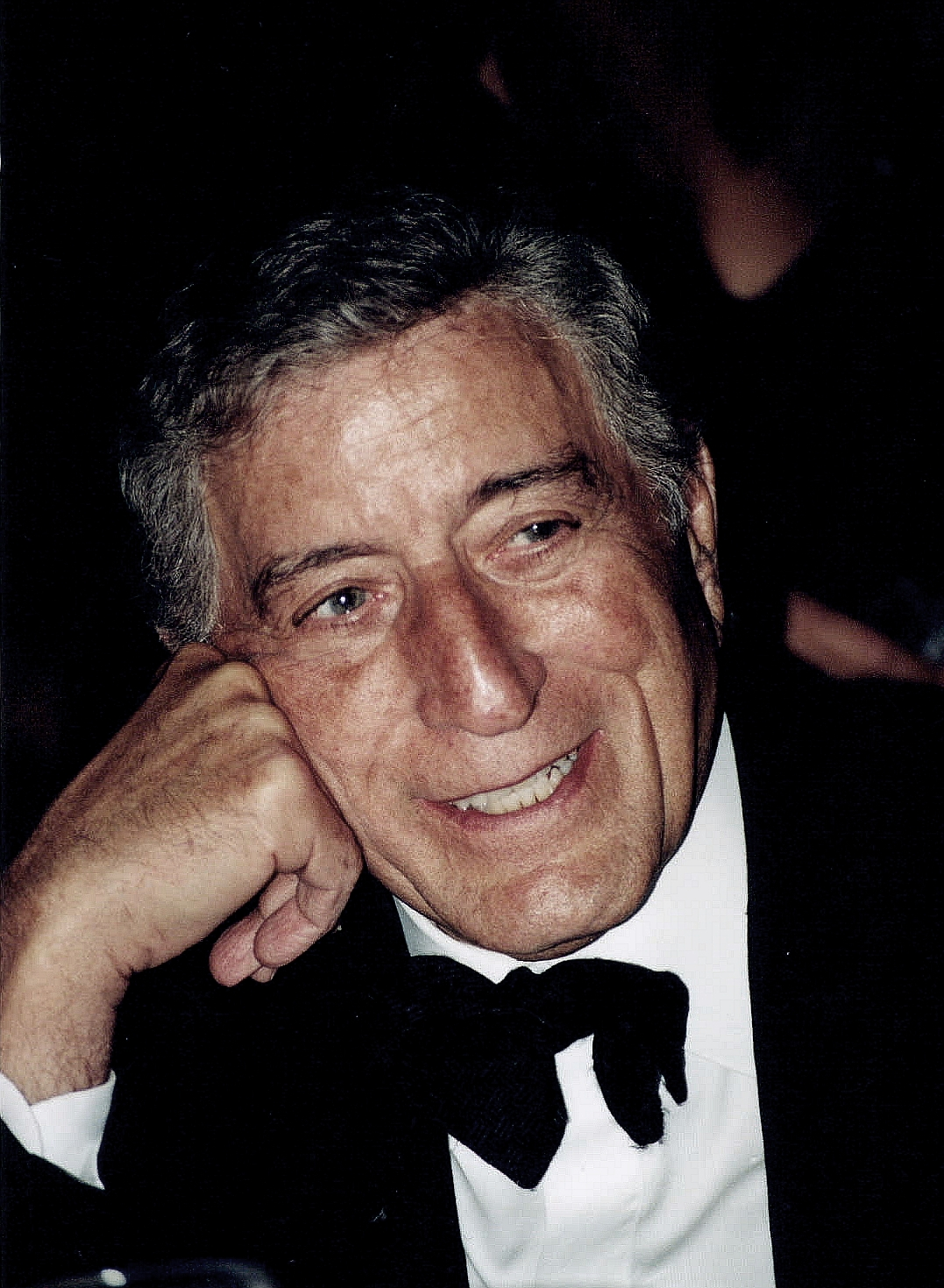
Tony Bennett nel 2001

All'inizio degli anni novanta, gli eccessi della disco, della new wave e del punk rock favorirono un ritorno alle canzoni classiche americane e ai loro interpreti, tra i quali lo stesso Bennett. Il figlio Danny gli fece da manager e lo accompagnò come direttore d'orchestra nei numerosi show televisivi nei quali il padre apparve come guest-star, come il David Letterman Show, il Late night with Conan O'Brien, diversi spettacoli di MTV e un episodio del cartone animato I Simpson. Nel 1990 uscì Astoria: Portrait of the Artist, nel 1992 Perfectly Frank, dove cantò i più grandi successi di The Voice e nel 1993 omaggiò Fred Astaire con Steppin' Out, che gli valse l'ennesimo Grammy.
Intanto si avvicinò a nuovi stili e duettò con numerosi cantanti e gruppi, come i Red Hot Chili Peppers, Elvis Costello e Plácido Domingo. Moltiplicò i concerti e nel 1998 pubblicò un'autobiografia, The Good Life: The Autobiography of Tony Bennett. Nel 1997 venne iscritto nella Hall of Fame degli interpreti jazz e nel 2001 gli fu consegnato il Grammy Award alla carriera.
Nello stesso anno fondò la Frank Sinatra School of the Arts, un liceo pubblico dedicato all'insegnamento delle arti dello spettacolo, inaugurato nel 2001, voluta dallo stesso Sinatra ma che non poté vedere realizzato perché morì nel 1998. Bennett volle esaudire il desiderio del collega, ricambiandolo di un elogio ricevuto durante un'intervista (1965) alla rivista Life nella quale Sinatra affermò di considerare Tony Bennett il più grande cantante dello show business e di restarne incantato ogni volta che lo guardava esibirsi.

### Gli anni 2000

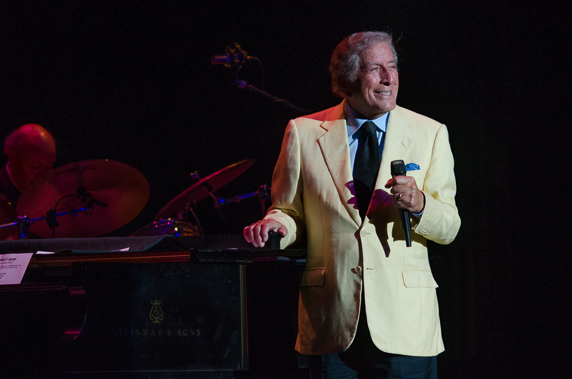
Tony Bennett nel 2013 alla Blaisdell Concert Hall, Honolulu, Hawaii

Nell'agosto 2006 compì 80 anni e, come nell'occasione del compleanno di Sinatra, tutto il mondo dello spettacolo gli rese omaggio. In cambio lui apparve in molte cerimonie e show televisivi. Duettò con Christina Aguilera al Saturday Night Live e pubblicò l'album Duets: An American Classic (2006) che vinse due Grammy Awards e Duets II (2011) dove cantò, tra gli altri, con Aretha Franklin, Amy Winehouse, Lady Gaga, Paul McCartney, Barbra Streisand, Stevie Wonder, Judy Garland, Michael Bublé, Elton John, Elvis Costello, Céline Dion. Il regista Rob Marshall realizzò per l'occasione un documentario su di lui, Tony Bennett: An American Classic, in onda sulla NBC.
Il 28 luglio 2012 si esibì in concerto con Giorgia al Lucca Summer Festival; al concerto, trasmesso in diretta da Rai Radio 2, partecipò anche Antonia, la figlia di Bennett.
Bennett impersonò sé stesso nel film con Jim Carrey Una settimana da Dio e in Terapia e pallottole con Robert De Niro e Billy Crystal.

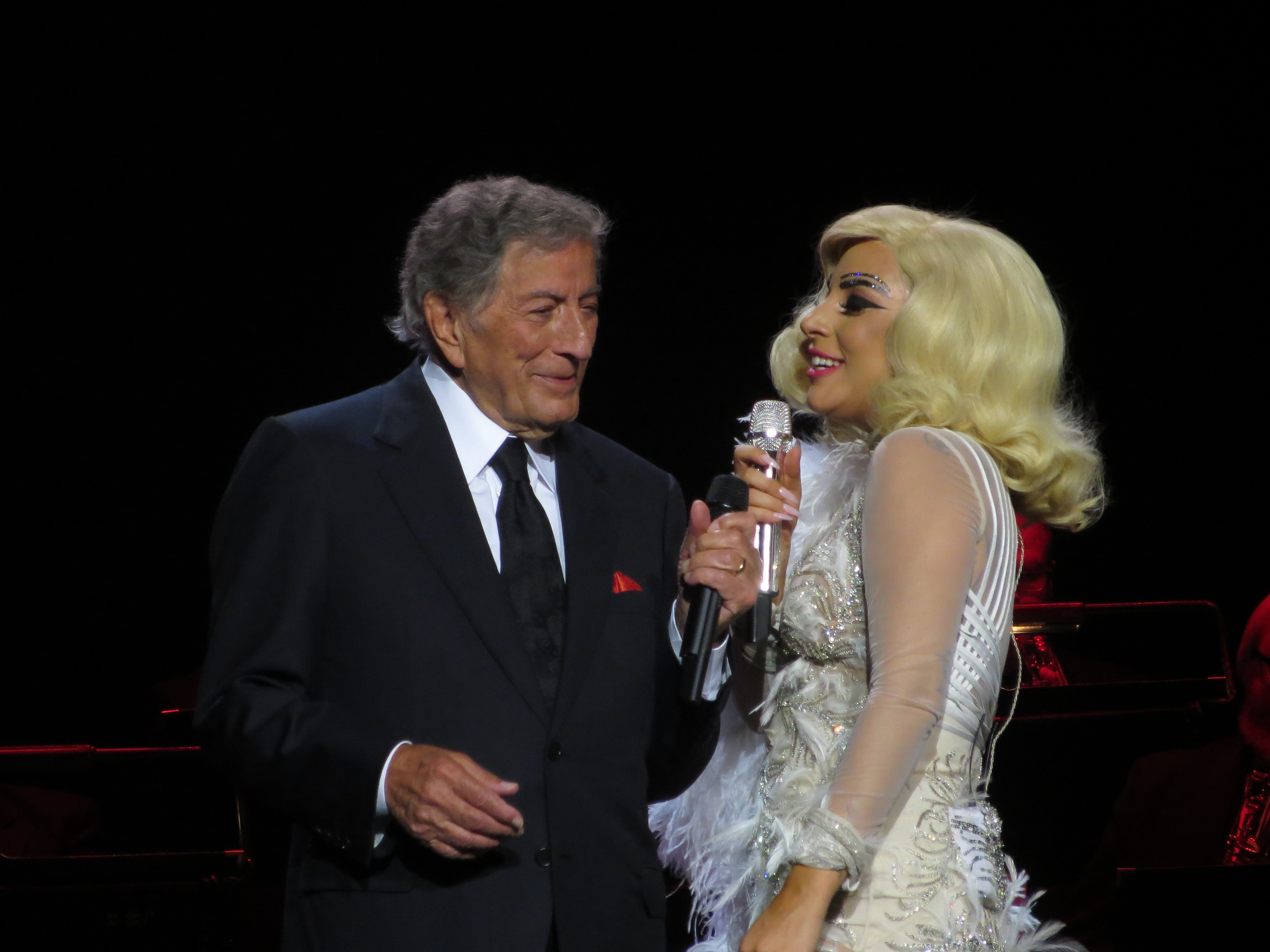
Tony Bennett con Lady Gaga durante il loro Cheek to Cheek Tour nel 2015

Il 29 luglio 2014 venne distribuita la cover del singolo Anything Goes, di Cole Porter, in duetto con Lady Gaga che anticipò l'album jazz di collaborazioni tra i due artisti, Cheek to Cheek, uscito a settembre. L'album raggiunse il primo posto della Billboard 200, e la seconda posizione della classifica ufficiale italiana FIMI.
Per la seconda volta Tony Bennett (che a 88 anni era l'artista più anziano ad aver ottenuto un primo posto) fu in vetta alla classifica degli Stati Uniti con un disco al debutto; Cheek to Cheek vinse anche un Grammy Award come "Best Traditional Pop Vocal Album". Il 25 settembre 2015 pubblicò un album di canzoni composte da Jerome Kern, con Bill Charlap al piano, chiamato The Silver Lining: The Songs of Jerome Kern.

### I 90 anni e la malattia di Alzheimer
Il 3 agosto 2016 Tony Bennett compì 90 anni e l'evento venne celebrato con una festa a cui presero parte vari cantanti e attori, tra cui Lady Gaga, Stevie Wonder, John Travolta e Bruce Willis. Il successivo 19 agosto, di fronte al Fairmont Hotel di San Francisco, Bennett partecipò all'inaugurazione di una statua alta otto metri che lo raffigura, accolto da un coro che cantò I Left My Heart in San Francisco, motivo che Bennett aveva cantato per la prima volta nell'albergo nel 1961.
Nel novembre 2016 Bennett annunciò anche l'uscita di un album live celebrativo dei suoi 90 anni, dal titolo Tony Bennett Celebrates 90, che vide la partecipazione di numerosi cantanti tra cui Michael Bublé, Lady Gaga, Diana Krall, k.d. lang, Andrea Bocelli, Rufus Wainwright, Leslie Odom Jr., Stevie Wonder. L'album vinse un Grammy Award nella categoria "miglior album vocale pop tradizionale".
Nel 2021 venne rivelato che al cantante qualche anno prima era stata diagnosticata la malattia di Alzheimer. Congiuntamente, vennero annunciati anche un nuovo album jazz in collaborazione con Lady Gaga e due serate di concerti al Radio City Music Hall di New York, denominate One Last Time: An Evening with Tony Bennett and Lady Gaga, che saranno le ultime esibizioni dal vivo del cantante. Il figlio e manager di Bennett, Danny, verso la metà di agosto annunciò il ritiro del padre dalle scene. Il 1 ottobre 2021 uscì il suo 103º ed ultimo album in studio intitolato Love for Sale, inciso insieme a Lady Gaga.
È deceduto il 21 luglio 2023 a 96 anni nella sua abitazione a New York a causa di un malore.

## Vita privata
Nel 1952 sposò a Manhattan Patricia Beech, giovane jazzista dell'Ohio conosciuta dopo una serata in cui si era esibito in un locale di Cleveland. Dall'unione nacquero due figli: il primogenito D'Andrea (detto Danny) nel 1954 e Daegal (detto Dae) l'anno successivo.
Il matrimonio con la Beech si concluse con il divorzio nel 1971, dopo una grave crisi coniugale. Nello stesso anno, Bennett sposò l'attrice Sandra Grant, dalla quale avrà due figlie: Joanna (nata nel 1970) e Antonia (nata nel 1974).
Divorziò dalla seconda moglie nel 2007 e, nello stesso anno, passò a nuove nozze con Susan Crow, di quarant'anni più giovane.

## Opere letterarie
- Tony Bennett, Tony Bennett. What My Heart Has Seen, Rizzoli, 1996, ISBN 0-8478-1972-8.
- (EN) Tony Bennett e Will Friedwald, The Good Life. The Autobiography Of Tony Bennett, Pocket Books, 1998, ISBN 0-671-02469-8.
- (EN) Tony Bennett e Robert Sullivan, Tony Bennett in the Studio. A Life of Art & Music, Sterling, 2007, ISBN 1-4027-4767-5.